# Чемпионат СССР по боксу 1953
19-й чемпионат СССР по боксу проходил в два этапа. Первый этап проходил 17 — 22 марта 1953 года в Иванове (РСФСР). Второй этап проходил 1 — 5 апреля в Москве (РСФСР).

## Медалисты
| Весовая категория                   | Золото                                     | Серебро                                    | Бронза                                         |
| ----------------------------------- | ------------------------------------------ | ------------------------------------------ | ---------------------------------------------- |
| Наилегчайший вес (до 51 кг)         | Анатолий Булаков «Динамо» (Москва)         | Николай Белых Вооружённые силы (Минск)     | Роберт Каладжев «Трудовые резервы» (Тбилиси)   |
| Легчайший вес (до 54 кг)            | Борис Степанов «Крылья Советов» (Москва)   | Владимир Дадаев Вооружённые силы (Москва)  | Геннадий Гарбузов «Динамо» (Москва)            |
| Полулёгкий вес (до 57 кг)           | Юрий Соколов Вооружённые силы (Москва)     | В. Смирнов «Динамо» (Баку)                 | Александр Засухин «Динамо» (Свердловск)        |
| Лёгкий вес (до 60 кг)               | Анатолий Грейнер Вооружённые силы (Москва) | Фридон Ломидзе «Пищевик» (Тбилиси)         | Владимир Енгибарян «Трудовые резервы» (Ереван) |
| Первый полусредний вес (до 63,5 кг) | Виктор Меднов «Трудовые резервы» (Москва)  | Геннадий Рожков «Динамо» (Алма-Ата)        | В. Артёменко Вооружённые силы (Таллин)         |
| Второй полусредний вес (до 67 кг)   | Сергей Щербаков «Пищевик» (Москва)         | Виктор Логинов Вооружённые силы (Москва)   | Сергей Исаев «Трудовые резервы» (Москва)       |
| Первый средний вес (до 71 кг)       | Борис Тишин «Крылья Советов» (Москва)      | В. Мурашов «Спартак» (Минск)               | Геннадий Шатков «Буревестник» (Ленинград)      |
| Второй средний вес (до 75 кг)       | Борис Назаренко Вооружённые силы (Москва)  | Виктор Лукьянов «Крылья Советов» (Москва)  | Ф. Дегтярёв Вооружённые силы (Киев)            |
| Полутяжёлый вес (до 81 кг)          | Юрий Егоров «Трудовые резервы» (Москва)    | Анатолий Перов «Трудовые резервы» (Москва) | Виктор Черноног «Буревестник» (Симферополь)    |
| Тяжёлый вес (свыше 81 кг)           | Альгирдас Шоцикас «Жальгирис» (Каунас)     | Николай Королёв Вооружённые силы (Москва)  | Лембит Маурер «Динамо» (Таллин)                |